# ديفيد غيخارو

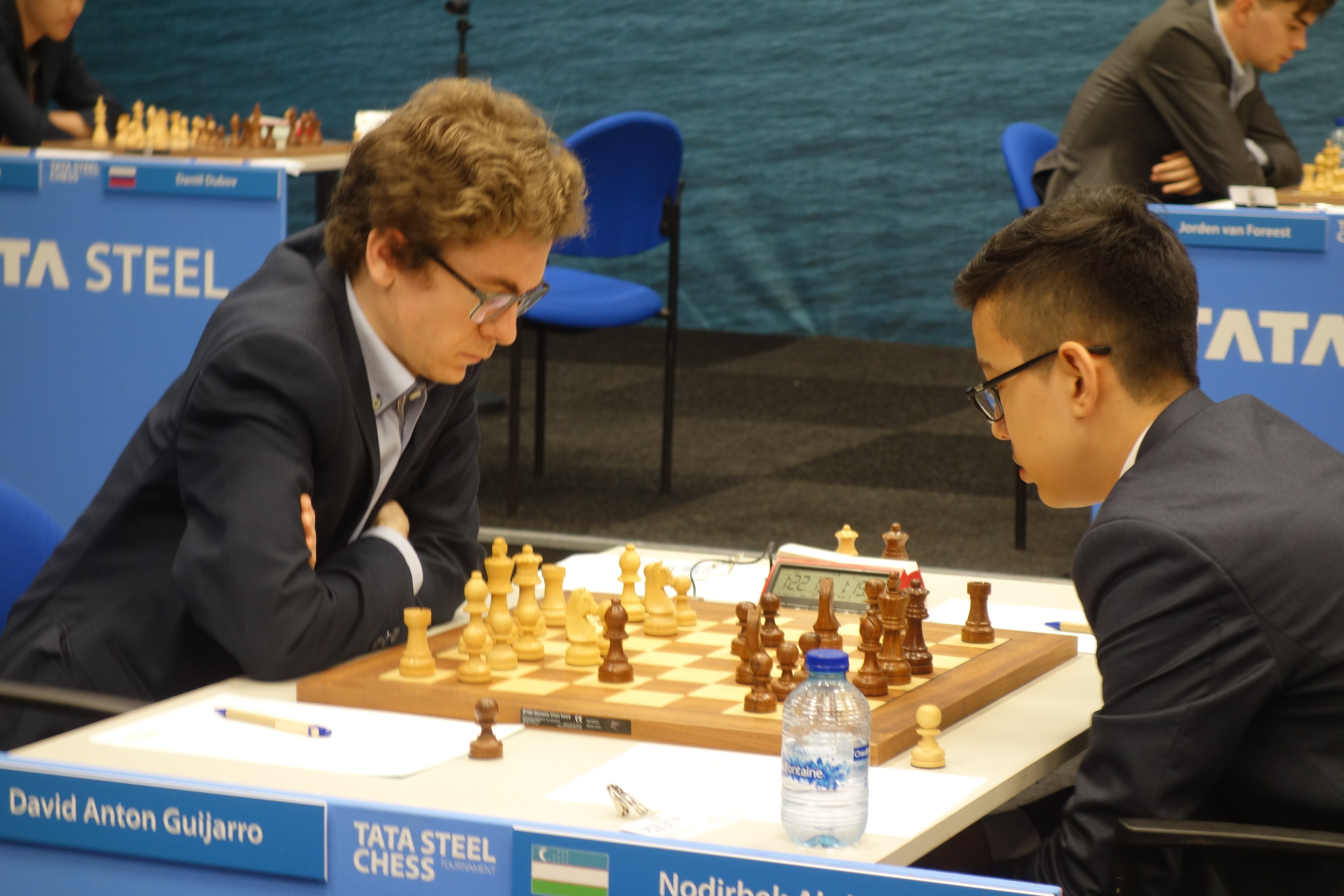
ديفيد غيخارو

ديفيد غيخارو David Antón Guijarro لاعب شطرنج إسباني يحمل لقب أستاذ كبير.
- ولد 23 يونيو 1995.
- حصل على لقب أستاذ دولي في سن السابعة عشر.
- حصل على لقب أستاذ دولي في سن الثامنة عشر.
- اشترك مرتين في أولمبياد الشطرنج.
- فاز ثماني مرات ببطولة أسبانيا للشطرنج.

- المصدر – ترجمة عن ويكيبيديا الإنجليزية.

## وصلات خارجية
- ديفيد غيخارو على موقع الاتحاد الدولي للشطرنج (الإنجليزية)
- ديفيد غيخارو على موقع مباريات الشطرنج (الإنجليزية)
- ديفيد غيخارو على موقع 365Chess.com (الإنجليزية)
- ديفيد غيخارو على موقع Chesstempo.com (الإنجليزية)
- ديفيد غيخارو سجل أولمبياد الشطرنج على موقع OlimpBase.org (الإنجليزية)